# Harald à la Dent bleue
Harald Gormsson, plus connu sous le nom de Harald à la Dent bleue (en danois : Harald Blåtand), né vers 910 et mort à Jomsborg le 1er novembre 985, est roi de Danemark à partir de 958 et roi de Norvège à partir de 970.

## Son surnom dedent bleue
Il n'est pas attesté directement en vieux norrois mais par ses descendants : l'islandais Haraldur blátönn, ce qui suppose un hypothétique Haraldr *blátǫnn. Ce surnom n'apparait que tardivement dans la Chronicon Roskildense au XIIIe siècle. Ce surnom ne semble pas connu de son vivant où il était désigné selon l'usage scandinave par son ascendance : Harald Gormsson (fils de Gorm).
Blár, « bleu » en vieux norrois, voulait alors aussi dire « sombre ». On peut ainsi supposer que le roi Harald avait les dents gâtées, ce qui lui aurait valu son surnom ; ou bien que, friand de petites baies de couleur violine (myrtilles), il en consommait à outrance, ce qui avait la particularité de colorer la langue, le palais et les dents d'une couleur bleutée.
Une autre piste concerne les pratiques dentaires du Gotland qui consistait soit à limer les dents, soit à les teindre.

## Biographie

### Aigrold roi des Danois?
Un certain Hagrold ou Aigrold « roi des Danois », chassé du Danemark par ses fils, trouve refuge avec ses hommes dans l'Ouest du duché de Normandie, aux environs de Cherbourg dans les années 940. Selon Guillaume de Jumièges vers 945, à l'appel du Normand d'origine danoise Bernard, régent du duché de Normandie, « Hérold roi des Danois » intervient avec ses troupes pour aider le jeune duc Richard, en difficulté, et fait prisonnier le roi carolingien Louis d'Outremer qui doit donner des otages pour obtenir sa libération et libérer le jeune Richard  qu'il détenait en France. Par la suite, Hérold retourne au Danemark et se réconcilie avec son fils Suénon. Cet épisode a été relaté par Dudon de Saint-Quentin et Guillaume de Jumièges. Il a été proposé d'identifier ce roi Hargold au roi Harald Ier, mais cette hypothèse est peu plausible car reposant sur des chroniqueurs tardifs comme Dudon de Saint-Quentin.
En fait, Hagrold était l'oncle (un frère cadet de Gorm l'Ancien) d'Harald Ier et avait régné sur l'île de Fionie pendant plusieurs années.

### Roi chrétien
Harald est le fils du roi Gorm de Danemark et de Thyra Klacksdottir.
En 934, le roi de Germanie Henri l'Oiseleur avait contraint Gnupa le roi « suédois » d'Hedeby à se soumettre et à recevoir le baptême. Gorm, le père d'Harald, détruit ensuite le royaume de Gnupa avant qu'Harald ne lui succède vers 958. Durant son règne, Harald impose le christianisme dans son royaume et se fait baptiser avec sa famille et sa Hird après qu'un dénommé Poppon envoyé par l'archevêque ait accepté pour prouver sa foi de subir une ordalie. Selon Adam de Brême, en 966 : 
« Les Danois furent convertis à la foi par un certain Poppon qui porta en public, sans en éprouver de dommage un fer chauffé à blanc, en forme de gant ». Le chroniqueur ajoute : « À ce spectacle le roi Harald abandonna avec tout son peuple le culte des démons et se mit à adorer le vrai Dieu. Poppon fut élevé à l'épiscopat ».
Dans les faits, il faut réinscrire cette conversion dans un processus de christianisation plus long. La population danoise se familiarise à la nouvelle religion depuis plusieurs générations désormais. Au sud du Danemark, l'empereur Otton Ier cherche un prétexte pour légitimer son autorité face aux chefs danois. Harald saisit probablement la conversion comme une opportunité visant à réduire la menace venant du sud. En 965, Otton abandonne officiellement toutes prétentions sur le Danemark.
Harald profite également de la christianisation pour renforcer son autorité royale, jusqu'alors encore très limitée par les thing. En effet, le christianisme confère à la personne royale une nouvelle sacralité. Il fait transiter les territoires danois morcelés en un modèle à royauté unique.

### Roi bâtisseur
Il est considéré dans l'imaginaire collectif comme le roi bâtisseur du Danemark. En effet, durant son règne, de nombreuses infrastructures sont érigées : églises, forteresses circulaires, ponts, routes et fortifications. Afin de renforcer son contrôle sur le sud du royaume, il entreprend des travaux de renforcement du Danevirke qu'il relie au rempart semi-circulaire d'Hedeby. Dans les années 980, il ajoute une portion à quelques kilomètres au sud afin de former, sur plus de six kilomètres, une protection supplémentaire pour le port marchand. Il fait également construire une série de forteresse circulaire et crée un maillage de sites fortifiés sur les îles de Fionie et de Seeland ainsi qu'en Scanie. Ces sites permettent de préserver un contrôle sur l'ensemble du Cattégat tandis que la majeure partie de son armée assure la protection sud face à l'empire Ottonien.
Le roi fait édifier des églises dans ses domaines à Odense et à Roskilde qui s'ajoutent aux implantations d'Hedeby, Ribe et Aarhus imposées à son père en 948. Un chef nommé Odinkar se convertit également et semble être à l'origine de la christianisation des îles et de la Scanie. En 988, il est consacré à Brême évêque missionnaire en Suède et chez les Wagriens.

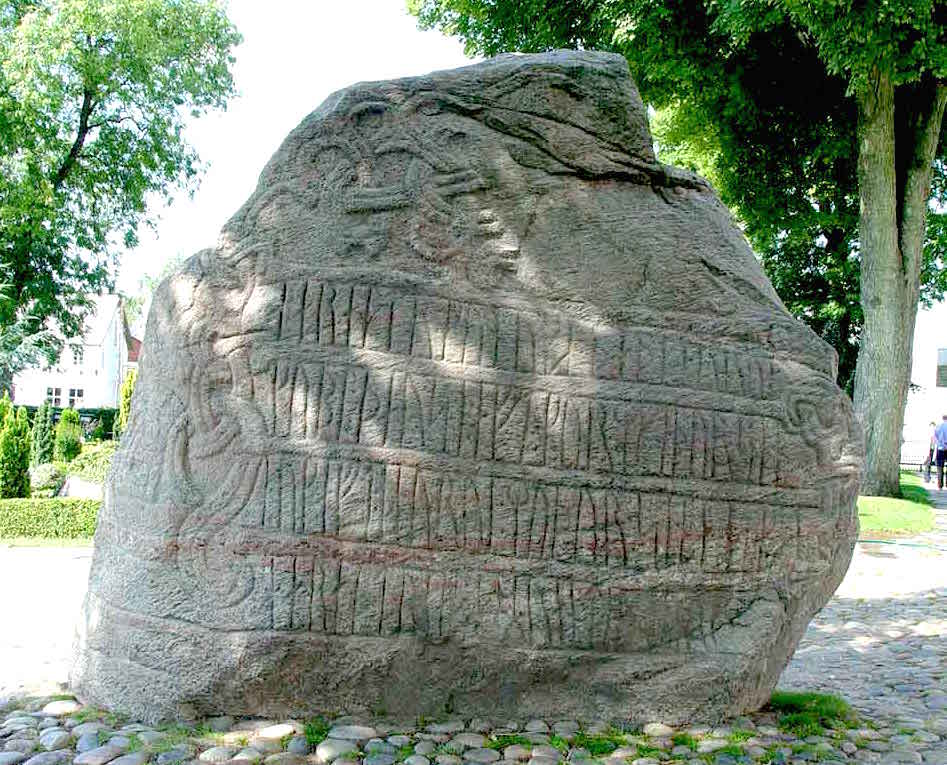
Pierre runique d'Harald à Jelling, Danemark.
La plaque commémorative ci-dessus est à Wolin, Pologne.

Une des deux inscriptions runiques de la Grosse pierre de Jelling au Jutland érigée à la gloire du roi Harald qui a « fait ce monument en l'honneur de Gorm son père et de Thyre sa mère » lui attribue ensuite le mérite d'avoir « conquis le Danemark et la Norvège et rendu les Danois chrétiens ». Il entreprend la majeure partie des chantiers sur le site royal de Jelling.
Il organise le site royal de Jelling autour de deux tertres païens, l'un d'eux ayant peut-être servi de sépulture à son père, enserrés dans une forme de bateau dessinée au sol par un alignement de pierre. Au centre de ce site, il fait construire un bâtiment imposant à l'emplacement de l'actuelle église. En lien avec les imposantes pierres de Jelling dédiées à ses parents, il crée un site mêlant symbôle chrétiens et païens qui représente cette période de transition et de cohabitation culturelle dans la région.
Il met également en place la frappe d'une monnaie, portant des symboles chrétiens : il est le premier roi danois à faire frapper une monnaie originale, non copiée sur celle de ses voisins (de l'Empire franc, entre autres). Il s'agit de denier d'argent. Sa tentative consiste à reproduire le modèle déjà en place dans la partie occidentale de l'Europe et vise à affirmer son autorité tout en garantissant la valeur. Cependant, cette tentative disparait peu à peu durant son règne au profit de la circulation d'autres monnaies.

### Relations diplomatiques

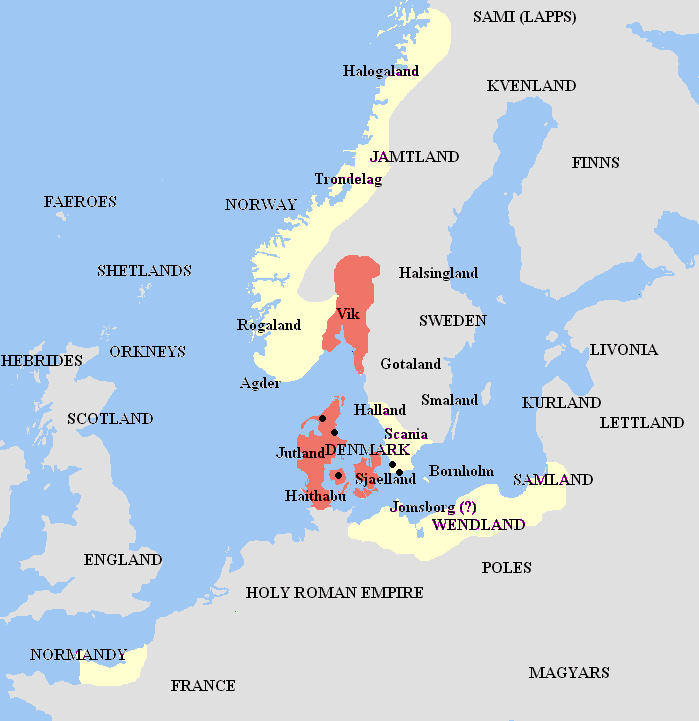
Le royaume d'Harald (en rouge) et de ses vassaux et alliés (en jaune).

Il soutient probablement les différents troubles concernant la succession royale au sein du royaume de Norvège, notamment lorsque Harald II défait Håkon Ier en 961. Il profite des situations de trouble pour consolider son pouvoir et étendre son influence sur une partie du sud de la Norvège vers 970, surtout autour du fjord d'Oslo. Cependant, il doit renoncer au contrôle des territoires du Viken vers 975/980 à cause d'une recrudescence des luttes politiques et de l'opposition des chefs locaux.
Il entretient des relations avec les Abodrites, qui détruisent Hambourg en 983, en épousant une fille de leur roi Mistivoï et parvient à y établir son influence. Emund fils d'Eric qui règne en Suède est aussi son allié.

### Fin de règne
La fin de son règne qui s'est caractérisée par trois grandes évolutions au Danemark: l'unification du royaume, sa conversion, et l'extension de la puissance à l'extérieur; est troublée par les révoltes de son fils Sven soutenu par les païens. Ce conflit les oppose autour de 985-987.
La politique coûteuse de grands travaux, et les changements sociopolitiques qu'a introduit Harald, sont probablement à l'origine des différents troubles. En effet, les chefs locaux ont perdu une grande partie de leur pouvoir politique et cultuel.
Blessé lors d'un combat, Harald se serait réfugié chez son beau-père Mistivoï ou à Jomsborg chez les Wendes, dans « la cité slave de Jumme », selon Adam de Brême, et il serait mort peu après. Selon Adam de Brême, son corps est ramené au Danemark et inhumé dans l'église de Roskilde qu'il avait faite édifier en l'honneur de la Sainte-Trinité. Sven est alors proclamé roi. Cependant, la présence du corps d'Harald y est très douteuse. Le pilier supposé renfermer ses restes s'est révélé vide lors de sa réouverture au XIXe siècle.
Le règne d'Harald marque un tournant pour le royaume du Danemark, que ce soit sur le plan religieux ou politique. Son fils, Sven, poursuit la politique de son père malgré son éviction brutale et oeuvre pour agrandir encore le territoire sous sa domination. La pierre runique érigée par son épouse Tove lui donne le surnom de Harald le Bon, mais ce surnom ne lui survit pas et les textes tardifs lui donnent le surnom à la dent bleue.

## Mariages et descendance
Beaucoup d'incertitudes persistent concernant les épouses d'Harald. Seule l'existence de Tove est confirmée par une pierre runique (en).
Il a eu trois épouses :
- Gyrid Olafsdottir, fille de Olof II Björnsson ;
- Tove ou Thora, fille de Mistivoï ;
- Gunhilde (960).

De ces mariages sont nés trois enfants :
- Haakon, fils de Gyrid ;
- Gunhild, fille de Gyrid (assassinée en 1002) : épouse Pallig (lui aussi assassiné en 1002) ;
- Thyra, fille de Gunhilde, épouse successivement : Styrbjörn le Fort, Burislav, roi des Wendes et enfin Olaf Tryggvason.

Selon la Jómsvíkinga saga, de sa relation avec Æsa-Saum c'est-à-dire  Æsa l'Ourlet (c'est-à-dire: la couturière), une femme d'origine modeste chargée de lui tenir compagnie, lors d'un banquet chez les Jomsvikings, serait né :
- Sven Ier de Danemark (965-1014), roi du Danemark après avoir détrôné son père, et roi d'Angleterre.

## Sources archéologiques

### La plaque de Curmsun

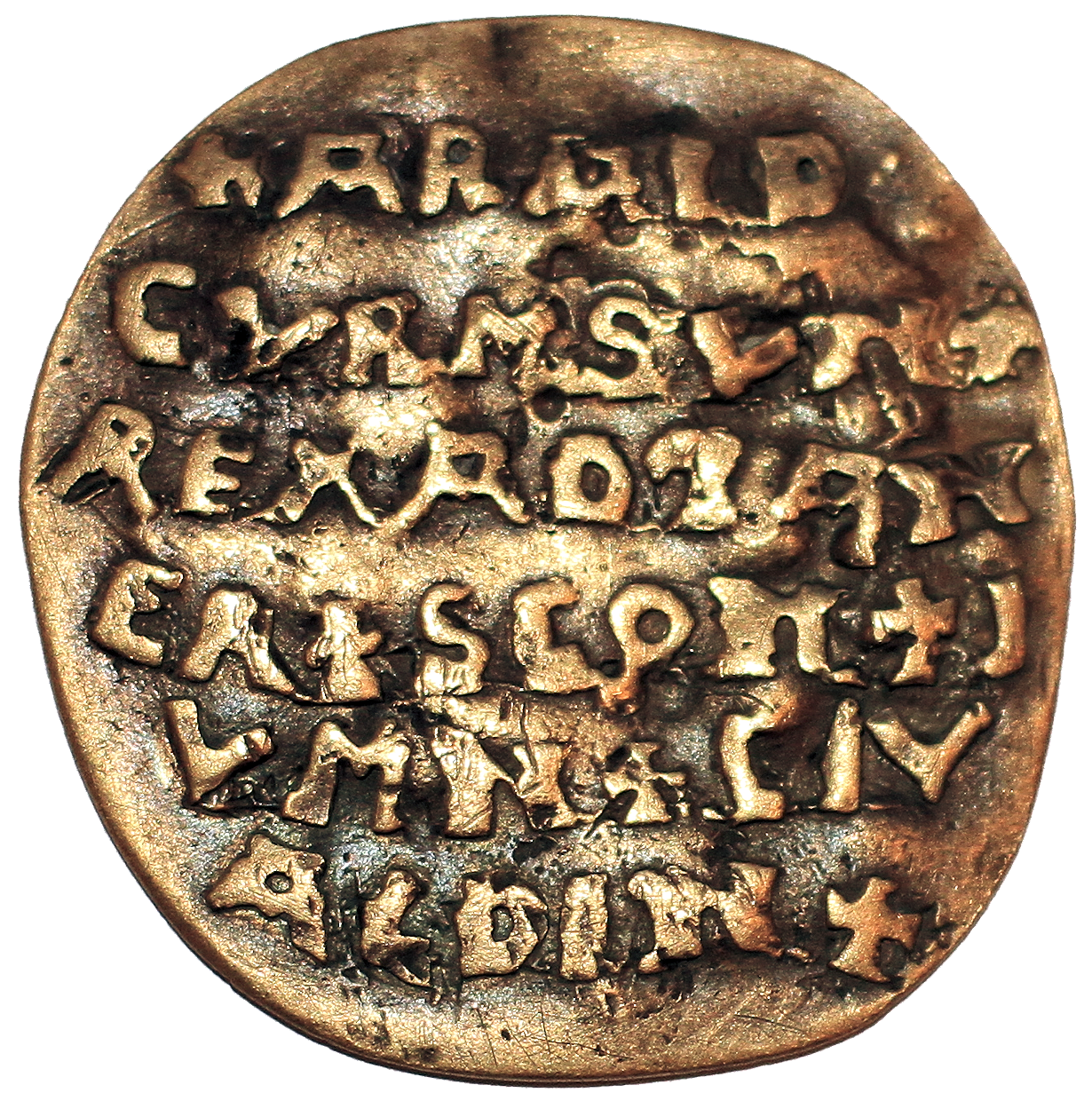
Avers de la plaque de Curmsun.

Une plaque circulaire en or portant le nom d'Harald et de Jomsborg a refait surface en Suède au cours de l’automne 2014. Ce disque en or presque pur pèse exactement 25,23 g. On peut lire à l'avers l'inscription latine:
+ARALD CVRMSVN+REX AD TANER+SCON+JVMN+CIV ALDIN+
Le revers porte une croix latine entourée de quatre points et d'un cartouche octogonal.
Un archéologue suédois Sven Rosborn suppose que cette plaque faisait partie du butin viking découvert au printemps 1841 par Heinrich Boldt,, dans le village polonais de Wiejkowo, non loin de Wolin. Il conclut que le roi Harald était inhumé dans ce village.
Cependant, la majorité des chercheurs spécialistes des Vikings émettent des doutes sur les conclusions de Rosborn. D'une part, est-ce que cette plaque circulaire, autrement appelée disque d'or est authentique ? En effet, elle ne ressemble à aucune autre connue à l'époque viking et l'or est impossible à dater, par contre, il peut être refondu à tout moment dans le but de réaliser une contrefaçon. Si ce n'est pas le cas qu'est-ce qui prouve qu'il ait un rapport avec la tombe de Harald à la dent bleue ? L'historien danois Kurt Villads Jensen pense qu'il s'agit d'un faux. D'autre part, est-ce que le texte Gesta Wulinensis ecclesiae pontificum qui amène Rosborn à cette conclusion est un original ? Une étude détaillée du texte supposé écrit vers le Xe - XIe contient beaucoup d'incohérences et d'anachronismes dans le style et le vocabulaire employés. Il s'agit là encore vraisemblablement d'un faux selon le même Jensen.

### Les plaques dorées de l'église de Tamdrup

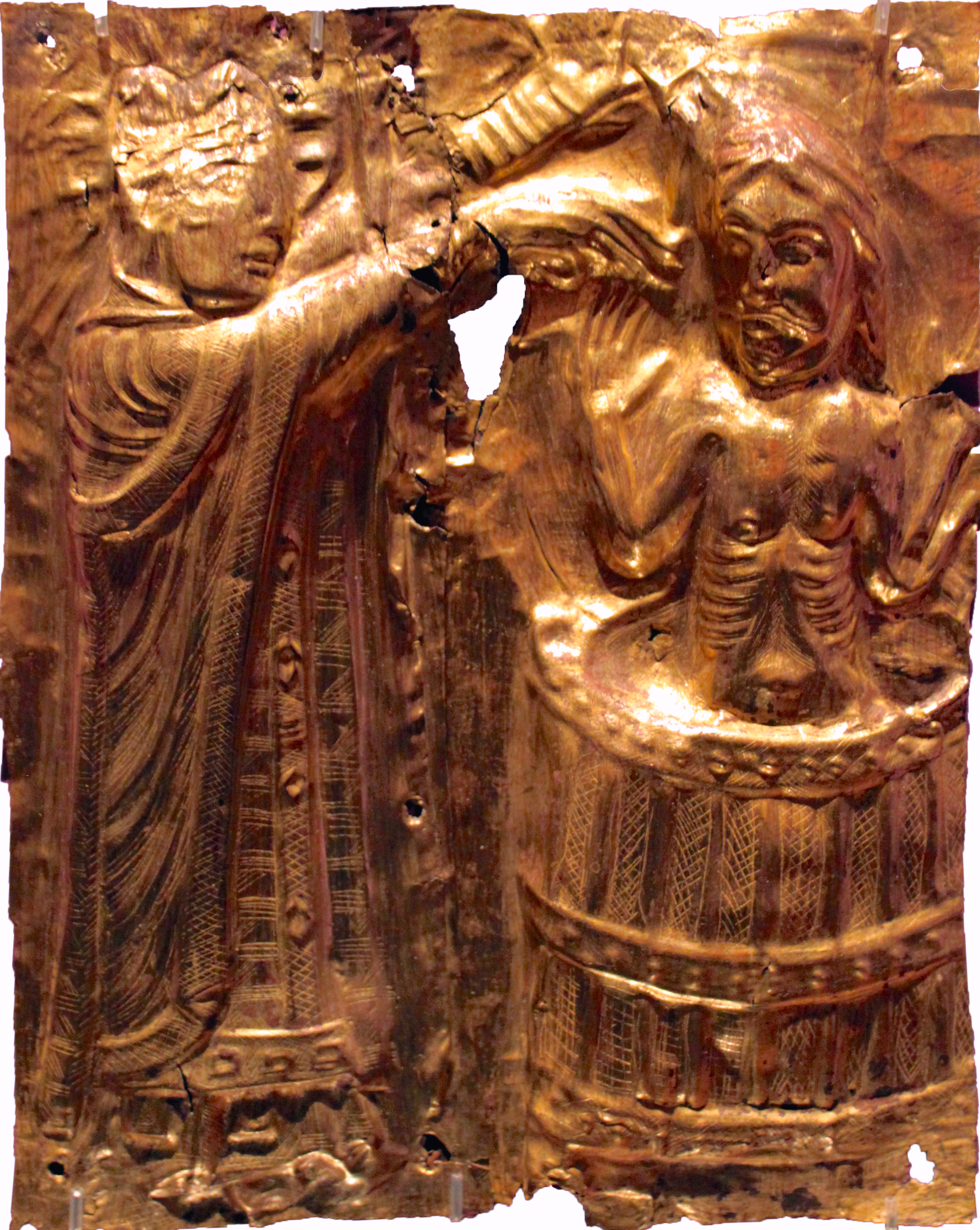
Plaque représentant le baptême d'Harald par le moine Poppo.

Un ensemble de 29 plaques dorées d'environ 16 centimètres sur 12 décoraient le bas de l'autel de l'église de Tamdrup. Plusieurs d'entre elles mettent en image le récit de Widukind de Corvey relatif au miracle de Poppon. On le voit tenter de convaincre le roi à se convertir, puis se soumettre à l'épreuve du feu, montrer sa main intacte et enfin le baptiser.

### Découverte du trésor de l'île deRügen(janvier 2018)
En janvier 2018, un jeune écolier de 13 ans, Luca Malaschnitschenko, et un archéologue amateur, René Schön, découvrent une pièce dans un champ situé sur l'île de Rügen en Poméranie. Les autorités procèdent à l'excavation du trésor les 14 et 15 avril 2018.
Le trésor présente une centaine de pièces, des perles, un marteau de Thor, très rare, des broches et des anneaux brisés qui ont pu appartenir à Harald. Les pièces sont datées du règne de Harald. Des objets plus anciens sont également rapportés, un dirham d'argent frappé à Damas transformé en bijou et datant de 714. Il est plausible que ce trésor ait été caché par l'entourage de Harald qui, après avoir perdu une bataille contre son propre fils Sven, en 986, a fui en Poméranie où il est mort peu après (986 ou 987).
Des bijoux de la même époque avaient déjà été découverts sur l'île de Hiddensee, à la fin du XIXe siècle.

## Postérité

### À l’origine duBluetooth
Un consortium d'industriels scandinaves (dont Nokia et Ericsson) a utilisé son surnom, traduit en anglais, comme marque d'une norme de communication sans fil entre objets : le Bluetooth.
Le logo de cette technique est d'ailleurs inspiré des initiales runiques du roi Harald Blåtand :  (Hagall) (ᚼ) et  (Bjarkan) (ᛒ) qui donnent .

### Culture populaire
Il est le dirigeant des Danois dans le jeu vidéo Civilization V par Firaxis Games, sorti en 2010.

#### Sources primaires
- Adam de Brême, traduit et présenté par Jean-Baptiste Brunet-Jailly, Histoire des archevêques de Hambourg, Paris, Gallimard, coll. « L'aube des peuples », 1998, 318 p. (ISBN 2070744647), Livre I 59, Livre 2 3,25,27-9,30, Scholie n°20.
- (en) Avico, « Excerpts from "Gesta Wulinensis ecclesiae pontificum" », Sven Rosborn & Tomas Sielski, The Viking King's Golden Treasure. About the discovery of a lost manuscript, Harald Bluetooth's grave and the location of the fortress of Jomsborg, Malmö, Rivengate AB, 2021  (ISBN 978-91-986780-1-7), p. 325-355.
- Guillaume de Jumièges Histoire des Normands Sources de l'Histoire de France, édition Paleo, Clermont-Ferrand, 2004  (ISBN 2849090980).
- Saxo Grammaticus traduit par Jean-Pierre Troadec présentée par François-Xavier Dillmann, La Geste des Danois, Livre I - IX, Paris, Gallimard, coll. « l'aube des peuples », 1995 (ISBN 2070729036), p. 411-414.
- Snorri Sturluson présenté et annoté par François-Xavier Dillmann, Histoire des rois de Norvège première partie, Paris, Gallimard, coll. « l'aube des peuples », 2000 (ISBN 2070732118), p. 172, 173, 185, 220-21, 231, 232, 233-36, 238-39, 246-47, 250, 251-52, 253-54, 255-56, 262-63, 263-64, 265-66, 289, 290, 327, 329.
- Simon Lebouteiller (traduit du norrois et présenté), La Saga des rois de Danemark Knýtlinga saga, Toulouse, Anacharis, 2021, 253 p. (ISBN 9791027904129), p. 49-53 chapitres 1-3.

#### Sources secondaires
- Pierre Andrieu-Guitancourt, Histoire de l'Empire Normand et de sa civilisation, Paris, Payot, 1952, 431 p.
- Pierre Baudin, La première Normandie (Xe – XIe siècles), Caen, Presses universitaires de Caen, 2004 (ISBN 2841331458).
- Peter Brent, Les Vikings, Paris, Tallandier, 1978, 254 p. (ISBN 2501000692).
- Lucie Malbos, Harald à la Dent bleue : Viking, roi, chrétien, Paris, Passés/Composés, 2022, 285 p. (ISBN 9782379336256).
- Lucie Malbos, Les peuples du Nord: De Fróði à Harald l'Impitoyable - Ier – XIe siècle, Belin, 4 septembre 2024 (ISBN 978-2-410-02741-9, lire en ligne)
- Lucien Musset, Les Peuples scandinaves au Moyen Âge, Paris, Presses universitaires de France, 1951, 342 p., in-8o (OCLC 3005644).